# Штольк
Штольк (нем. Stolk) — община в Германии, в земле Шлезвиг-Гольштейн. 
Входит в состав района Шлезвиг-Фленсбург. Подчиняется управлению Зюдангельн.  Население составляет 797 человек (на 31 декабря 2010 года). Занимает площадь 14,54 км².